# Stone (Buckinghamshire)
Stone – wieś w Anglii, w hrabstwie Buckinghamshire, w dystrykcie (unitary authority) Buckinghamshire. Leży 61 km na północny zachód od centrum Londynu. W 2001 miejscowość liczyła 1902 mieszkańców. Stone jest wspomniana w Domesday Book (1086) jako Stanes.